# Atlante Fútbol Club
O Club de Fútbol de Atlante é um clube de futebol mexicano. Suas cores são azul e grená.

## História
O Club de Fútbol Atlante foi fundado em 18 de abril de 1916 na Cidade do México, a sua sede fica na Cidade do México mas a equipe jogou entre 2007 e 2020 em Cancún. A equipe participa da segunda divisão do Campeonato Mexicano. Seu maior título é a Copa dos Campeões da CONCACAF conquistada em 1983. Em 2008, participou pela primeira vez da Superliga, chegou às semifinais e terminou em 3º lugar. Em 2009, venceu a Liga dos Campeões da CONCACAF 2008-2009 o que leu deu o direito de competir na Copa do Mundo de Clubes da FIFA de 2009.

## Títulos
Internacionais
- Liga dos Campeões da CONCACAF: 2 vezes (1983 e 2008/09).

Nacionais
- Campeonato Mexicano de Futebol: 3 vezes (1946-47, 1992-93 e Apertura 2007).
- Segunda División de México: 2 vezes (1976-77 e 1990-91).
- Campeonato Amador do México: 5 vezes (1924-25, 1925-26, 1926-27, 1931-32 e 1940-41).
- Copa do México: 3 vezes (1941-42, 1950-51 e 1951-52).
- Copa Pachuca: 1 vez (2005).
- Campeón de Campeones: 2 vezes (1941-42 e 1951-52).

## Campanhas de destaque
- Copa do Mundo de Clubes da FIFA: 4º lugar - 2009
- Copa dos Campeões da CONCACAF: 2º lugar - 1994
- Superliga: 3º lugar - 2008
- InterLiga: 3º lugar - 2004